# 投67線
投67線 埔里市區－公林，是位於南投縣的一條鄉道，起點位於南投縣埔里鎮埔里市區，終點位於南投縣魚池鄉公林，全長14.049公里（南投縣府資料，公路總局資料則載14.9公里）。1966年此路首次列入鄉道系統，並保持相同編號與路線至今。為魚池市區通往九族文化村的必經之路，曾由公路總局代養。本線於埔里、魚池鄉界路段有3.52公里路段尚未開闢，目前此鄉道路線尚有許多不確定之處。

## 路線說明
南投縣
- 埔里鎮：埔里市區0.0k（起點，台14線舊線，與投65線共用起點）→ 南榮路 → 0.1k左轉 → 南興街 → 0.2k右轉 → 新生路 → 1.3k（投72-1線岔路）→ 1.9k左轉 → 珠生路 → 白葉坑2.4k直走共線（與投65線共線）→ 珠生路 → 珠仔山3.5k左轉結束共線（共線結束）→ 珠生路 → 3.7k右轉 → 珠崙巷（投72線起點岔路）→ 4.7k（北段通車路線終點）
- 魚池鄉：埔尾橋8.4k（南段通車路線終點，往北可通往投65線岔路）→ 右轉爬坡 → 埔尾路 → 魚池鄉資源回收場9.1k  → 埔尾10k → 福興巷 → 10.9k東興巷岔路後直走[4] → 福興巷 → 魚池市區11.5k（131線岔路）→ 文武巷 → 內魚池12k → 13.2k（投69線岔路）→ 金天巷 → 公林13.6k左轉 → 金山巷 → 14.049k（終點，位於晶園休閒度假村門口前）

## 交會公路
- 台14線（間接銜接）
- 131線
- 投65線
- 投69線
- 投72-1線

## 沿線地標
- 晶園休閒度假村 （页面存档备份，存于）
- 大林休閒農業區
- 九族文化村 （页面存档备份，存于）
- 日月潭（位於主線附近）
- 三育基督學院（位於主線附近）

目前遺留一塊里程碑，位於3k里程牌之前100公尺處。